# Колесников, Юрий Антонович
Ю́рий Анто́нович Коле́сников (имя при рождении — Ио́йна То́йвович Гольдште́йн; 17 марта 1922, Болград — 14 августа 2013, Москва) — советский разведчик, писатель, полковник государственной безопасности, Герой Российской Федерации (1995). В годы Великой Отечественной войны — командир партизанского полка 1-й Украинской партизанской дивизии им. С. А. Ковпака.

## Биография
Родился в бессарабском городке Болград (в ту пору в составе Румынии, ныне районный центр Одесской области Украины) в еврейской семье, отец был портным. Окончил начальную школу и румынский лицей «Короля Кароля II». Работал автомехаником в авиационной школе, готовился к поступлению в авиационную школу «Мирча Кантакузино» в Бухаресте, но был изгнан оттуда из-за еврейского происхождения. Работал грузчиком в автомобильном гараже немецкой фирмы «Шенкер».
В 1940 году после присоединения Бессарабии к СССР стал работать в НКВД в Одессе, сначала шофёром в Одесском областном управлении НКВД, а вскоре на оперативной работе.

### Великая Отечественная война
В начале Великой Отечественной войны зачислен в состав спецгруппы НКВД при штабе Кагульского пограничного отряда, а затем — при штабе Южного фронта. B июле 1941 года заброшен со спецзаданием в Румынию.
После возвращения в августе 1941 года в составе группы НКВД участвовал в диверсионных рейдах в тылу противника, в минировании и уничтожении особо важных объектов, в экспроприации ценностей.
В ноябре 1941 года как хорошо знающий румынский язык и условия жизни в Румынии, был зачислен в отдельную мотострелковую бригаду особого назначения (ОМСБОН) Особой группы 4-го Управления НКВД под командованием генерала П. А. Судоплатова, которая занималась организацией разведывательно-диверсионной деятельности на всех оккупированных территориях Советского Союза.
После окончания трёхмесячных курсов немецкого языка в школе НКВД в Уфе, где тогда находился эвакуированный штаб Коминтерна, многие члены которого также проходили соответствующую подготовку, Колесников вначале был зачислен в «советскую группу», а затем переведён в «немецкую», где все были в прошлом офицерами рейхсвера, не принявшими режим Гитлера и имели опыт борьбы с фашизмом в Испании.
B марте 1942 года Колесников был заброшен в глубокий тыл противника. В течение 18 месяцев, до октября 1943 года, в составе разведывательно-диверсионной группы воевал в южных районах Белоруссии.
В ноябре 1943 года в очередной раз заброшен в тыл противника в 1-ю Украинскую партизанскую дивизию под командованием генерал-майорa С. А. Ковпака. Ковпак был ранен и вывезен на Большую землю, а командование принял полковник П. Вершигора.
Колесников воевал в составе дивизии до соединения с частями Красной армии в июле 1944 года. Был командиром взвода разведки, помощником начальника штаба дивизии по разведке. При этом имел своё, особое спецзадание по агентурной работе в тылу противника и контролировал поведение партизанских командиров, о чём докладывал в Москву Я. И. Серебрянскому независимо от командования соединения.
Колесников участвовал в партизанском рейде на Западную Украину и в Польшу. Летом 1944 года партизанская дивизия взаимодействовала с наступавшими частями Красной Армии в ходе Белорусской стратегической наступательной операции.
На рассвете 2 июля 1944 года несколько десятков партизан под командованием Колесникова внезапным ударом захватили станцию на линии Минск — Барановичи с тремя эшелонами немецких танков, орудий, автомашин, угля и удержали её от вражеских атак до подхода передовых частей советских войск.
12 июля 1944 года отряд Колесникова захватил стратегический железобетонный мост через Неман. Получив сведения о подходе крупной немецкой колонны, выдвинулся ей навстречу, организовал засаду и разгромил её. Через несколько часов по неповреждённому мосту подошли советские танки. По мосту были переправлены два стрелковых корпуса.
13 июля 1944 года вблизи города Мосты группой Колесникова был взят в плен генерал Вейдлинг.
В августе 1944 года Колесников зачислен в оперативный состав 1-го Управления (внешняя разведка) Наркомата государственной безопасности (с 1946 года — Министерство государственной безопасности СССР).

### Работа за границей
С 1946 года Ю. А. Колесников — на нелегальной работе в Румынии. Оттуда под видом эмигранта переправлен в Палестину с целью создания первой постоянной советской агентурной сети на Ближнем Востоке. Выполнял диверсионные задания. Входил в «Группу Я», подчинявшуюся лично Сталину. Известно, что Колесников сыграл важную роль в доставке стрелкового оружия еврейским военизированным формированиям в Палестине.

### Конец карьеры в разведке
По одним сведениям, в 1948 году, в разгар кампании по борьбе с «безродными космополитами» Колесников был по приказу министра МГБ СССР Абакумова отозван из-за границы и уволен из МГБ. По другим сведениям, был связан с органами до 1980 года и вышел в отставку в звании полковника.
В 1980-е годы курировал деятельность по возвращению бывших советских граждан из эмиграции. Проживал в Москве. Жена — Лариса Михайловна Колесникова.

## Общественная и литературная деятельность
Колесников — автор десяти книг художественной прозы, в том числе романов «Занавес приподнят», «Земля обетованная», «Особое задание», «Лабиринты тайной войны». Член Союза писателей СССР. Председатель комиссии по военно-художественной литературе Союза писателей Москвы, секретарь Исполкома Международного сообщества писательских Союзов (МСПС), лауреат премии имени К. М. Симонова.
Был заместителем председателя Антисионистского комитета советской общественности генерала Д. А. Драгунского. Даже среди сотрудников комитета считался приверженцем непримиримых позиций.
Умер 14 августа 2013 года на 92-м году жизни в Москве.

## Награды
Дважды во время и после Великой Отечественной войны Колесников представлялся к званию Герой Советского Союза, однако так его и не получил. Лишь после выхода на пенсию, Указом Президента Российской Федерации № 1226 от 7 декабря 1995 года, 
за мужество и героизм, проявленные при выполнении специальных заданий в тылу врага в годы Великой Отечественной войны 1941—1945 годов Колесникову Юрию Антоновичу присвоено звание Героя Российской Федерации с вручением медали «Золотая Звезда».
Награждён советскими и иностранными орденами и медалями, именным оружием.

## Книги
- Тьма сгущается перед рассветом (роман). — Кишинёв: Картя молдовеняскэ, 1959.
- Тьма сгущается перед рассветом (роман). — Кишинёв: Картя молдовеняскэ, 1964.
- За линией фронта. Повесть. — М., 1964
- Особое задание (рассказы). — Кишинёв: Картя молдовеняскэ, 1965.
- Особое задание (рассказы). — Кишинёв: Партиздат, 1966.
- Тьма сгущается перед рассветом. — М.: Воениздат, 1970.
- Земля обетованная. — М.: Советская Россия, 1973.
- Занавес приподнят (роман). — М.: Воениздат, 1979.
- Земля обетованная (роман). / На украинском языке. — Киев: Молодь, 1979.
- Земля обетованная (The Promised Land, роман). / На английском языке. — М.: Прогресс, 1979.
- Координаты неизвестны (повести и очерки). — М.: Изд-во ДОСААФ, 1980, 1982.
- Земля обетованная (роман). / На украинском языке. — Харьков: Прапор, 1980.
- Занавес приподнят (The Curtain Rises / На английском языке). — М.: Прогресс, 1983.
- Занавес приподнят. Роман. — М.: Художественная литература, 1983. (Роман-газета. № 13, 14).
- Такое было время… (роман-хроника). — М.: Воениздат, 1984.
- Занавес приподнят (роман). — М.: Современник, 1984. — 592 с. — 100 000 экз.
- El Telón corrido (Novela política). / На исп. языке. — М.: Прогресс, 1985.
- Земля обетованная / На арабском языке. — М.: Прогресс, 1985.
- Земля обетованная (The Promised Land, роман). / На англ. языке. — М.: Прогресс, 1986.
- Выстрел в Тель-Авиве (роман). / На литовском языке. — Вильнюс: Минтис, 1987.
- Занавес приподнят (роман). — Кишинёв: Картя молдовеняскэ, 1988. — ISBN 5-362-00211-2
- Выстрел в Тель-Авиве (роман). / На украинском языке. — Киев: Днипро, 1989. — ISBN 5-308-00429-3
- Лабиринты тайной войны. — М.: Вече, 2001. — ISBN 5-7838-0906-3
- Среди богов. Неизвестные страницы советской разведки. Документальный роман. — М.: Книжный мир, 2014. — 848 с. — ISBN 978-5-8041-0681-3

## Экранизации
- «Человек войны» (Россия, 2005) — 12-серийный сериал по мотивам романа «Лабиринты тайной войны». Режиссёр Алексей Мурадов.